# Tratado de París (1806, Prusia-Francia)

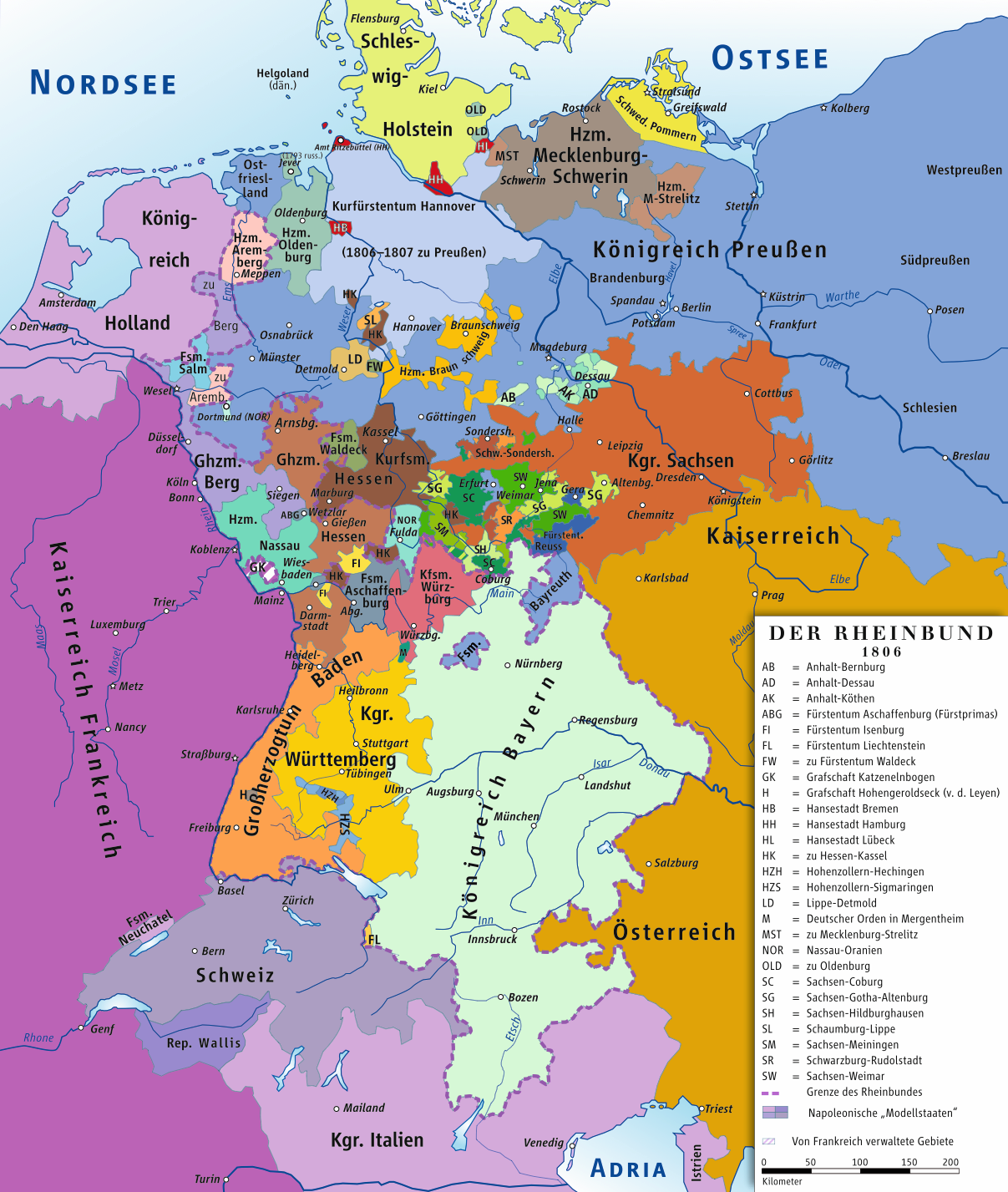
Prusia (azul) y el Electorado de Hannover, que se anexionó.

En el Tratado de París del 15 de febrero de 1806 (en francés: Traité de Paris de 15 février 1806, también Tratado de París), Prusia y Francia concluyeron una alianza formal. El tratado dio a Berlín la posesión del Electorado de Hanover, pero con ello también la enemistad de Gran Bretaña, cuyos reyes habían gobernado el Electorado en unión personal desde 1714.

## Contexto
Prusia abandonó las filas de la coalición antifrancesa de las principales potencias europeas en la Paz de Basilea en 1795 y desde entonces ha seguido un estricto curso de neutralidad. Por lo tanto, no participó ni en la Segunda ni en la Guerra de la Tercera Coalición. Confiando en la supuesta fuerza de su propio ejército, la monarquía de los Hohenzollern creyó que podía inclinar la balanza en el concierto de las naciones y sacar ventaja de ello.
Sobreestimándose a sí mismo, el gobierno prusiano quiso pedir al emperador Napoleón, a finales de 1805, que separara las coronas de Francia e Italia y que respetara la neutralidad de Suiza y de los Países Bajos. La devastadora derrota del ejército combinado ruso-austriaco en la batalla de Austerlitz provocó una amarga desilusión. Ahora el ministro prusiano, Christian von Haugwitz, abogaba por una alianza con el brillante vencedor, Francia. Por orden secreta de Federico Guillermo III. 
El 15 de diciembre de 1805 rubricó el Tratado de Schönbrunn. A cambio de la cesión de sus propios enclaves, a Prusia se le prometió el Electorado de Hanover. La oferta parecía tentadora, pero Berlín temía que el caso de Hanover lo arrastrara a la guerra de Francia con Gran Bretaña. Por eso, la toma de Hanover fue presentada al mundo exterior como un acto temporal hasta que un tratado de paz oficial entre Francia y Gran Bretaña aportara claridad. Con esta táctica, Prusia esperaba mantener su neutralidad y estar automáticamente del lado del vencedor después del final de la guerra.

## Tratado
Federico Guillermo III ratificó el Tratado de Hanover, en parte debido a la incierta cuestión de Hanover. no aceptó el Tratado de Schönbrunn, que ya había sido rubricado por Haugwitz, e insistió en renegociarlo. Estas se celebraron en París. Francia pretendía poner fin a las maniobras de Prusia y forzar una alianza. Prusia se encontró sin aliados importantes, tanto en política exterior como en términos militares, y se dio cuenta de que tenía que ceder ante la presión francesa. 
El contenido del tratado seguía los acuerdos del Tratado de Schönbrunn, pero era más estricto y de facto dictado por Napoleón en detrimento de Prusia: Prusia tenía que ceder varios enclaves y anexionarse oficialmente Hanover (y no sólo conservarla para el vencedor del conflicto franco-británico). Además, Prusia tuvo que cerrar sus puertos a los barcos ingleses. 
Además, el Principado de Ansbach debía ser cedido a Baviera sin recibir áreas más pequeñas alrededor del Principado de Bayreuth como compensación, como se acordó en el Tratado de Schönbrunn. Además, el condado de Valangin pasaría a manos de Francia sin compensación. Por último, Prusia también estaba obligada a prestar ayuda militar contra Rusia.

## Consecuencias
Gran Bretaña y Suecia respondieron a la anexión de Hanover declarando la guerra a Prusia, que perdió su flota mercante en la consiguiente guerra corsaria. Bajo presión de Napoleón, el ministro de Asuntos Exteriores prusiano, Hardenberg, perdió su cargo y fue reemplazado por el profrancés Haugwitz.
Desviándose del Tratado de París, Napoleón exigió más cesiones prusianas para el Gran Ducado de Berg, recién creado en el verano de 1806, con las abadías de Essen, Werden y Elten. Ante la protesta de Prusia, Francia también anexó la fortaleza de Wesel.
A Prusia se le concedió la posesión de Hanover sólo por unos pocos meses: cuando el más moderado Whig Charles Fox llegó al poder después de la muerte del primer ministro británico William Pitt, un compromiso entre Gran Bretaña y Francia de repente pareció posible. Durante las negociaciones de paz secretas, Napoleón ofreció a los británicos la devolución del Electorado. Cuando Prusia se enteró de esto, se movilizó. En un ultimátum del 26 de agosto exigió la retirada de las tropas francesas tras el Rin, con fecha límite el 8 de octubre. Cuando Francia no respondió, Prusia declaró la guerra.
En la siguiente Guerra de la Cuarta Coalición, el ejército prusiano sufrió una derrota devastadora en las batallas de Jena y Auerstedt. Al final, Prusia tuvo que aceptar la humillante Paz de Tilsit, que la redujo de ser una gran potencia europea a una potencia de tamaño mediano. Hasta la fallida campaña rusa de Napoleón en 1812, Prusia siguió siendo un vasallo (a regañadientes) de Francia.
Al final, Hanover cayó en manos del recién creado Reino de Westfalia.